# خانه جدیدیان
خانه جدیدیان مربوط به دوره پهلوی اول است و در کرمانشاه، خیابان شریعتی، کوچه بیمارستان دکتر پرندیان، بن‌بست پروانه، پلاک ۹۷ واقع شده و این اثر در تاریخ ۱۸ آذر ۱۳۸۷ با شمارهٔ ثبت ۲۳۸۹۹ به‌عنوان یکی از آثار ملی ایران به ثبت رسیده است.